# Xã Wayne, Quận Buchanan, Missouri
Xã Wayne (tiếng Anh: Wayne Township) là một xã thuộc quận Buchanan, tiểu bang Missouri, Hoa Kỳ. Năm 2010, dân số của xã này là 683 người.